# Pseudoistorie
Pseudoistoria este o formă de pseudocercetare care încearcă să deformeze trecutul istoric sau să dezinformeze asupra lui, adesea folosind metode asemănătoare metodei istorice. Termenul asociat, cel de criptoistorie, este aplicat pseudoistoriei bazate pe sau derivate din superstițiile inerente ocultismului. Pseudoistoria este legată de pseudoștiință și pseudoarheologie, iar acești termeni se pot uneori suprapune. Deși pseudoistoria apare în multe forme, cercetătorii universitari au identificat multe caracteristici care tind să fie comune lucrărilor pseudoistorice. Una dintre ele este că pseudoistoria este aproape întotdeauna motivată de un obiectiv politic, religios sau personal contemporan. Pseudoistoria prezintă în mod frecvent o mare minciună sau susțineri senzaționale despre faptele istorice, susțineri care ar avea nevoie de revizionism istoric radical, adică de rescrierea trecutului istoric.
Altă caracteristică foarte frecventă a pseudoistoriei este presupunerea că există o conspirație a universitarilor pentru a suprima istoria „adevărată”. Lucrările de pseudoistorie se bazează adesea în mod exclusiv pe surse care par să susțină teza care o promovează, ignorând sursele care o contrazic. Multe lucrări pseudoistorice tratează miturile, legendele și alte surse care nu sunt de încredere drept adevărate istoric în mod literal, în timp ce neagă dovezile empirice contrarii. Uneori o lucrare pseudoistorică poate adopta o poziție de scepticism extrem, insistând uneori că nu există adevăr istoric și că orice ipoteză e la fel de bună ca oricare alta. Multe opere pseudoistorice confundă simpla posibilitate cu realitatea, plecând de la premiza că dacă ceva putea să se întâmple, atunci s-a și întâmplat în mod real.

## Definiție și etimologie
Termenul pseudoistorie a fost formulat la începutul secolului XIX, ceea ce-l face mai vechi decât termenii pseudocercetare și pseudoștiință. Într-o atestare de la 1815, este folosit pentru a se referi la Concursul dintre Homer și Hesiod, o pretinsă narațiune istorică descriind un concurs total fictiv dintre poeții greci Homer și Hesiod. Sensul peiorativ al termenului, marcând o lucrare istoriografică eronată sau mincinoasă, este întâlnit in altă referire din 1815. Pseudoistoria este similară pseudoștiinței în aceea că în ambele mecanismele de falsificare sunt obținute prin a utiliza o metodologie care pretinde că urmează normele cercetării din domeniul respectiv, dar nu o face și oferă dovezi puține sau deloc pentru propria plauzibilitate.:7–18
Scriitorii Michael Shermer și Alex Grobman au definit pseudoistoria ca „rescrierea trecutului în scopuri prezente, personale sau politice”.:2 Alți scriitori au adoptat o definiție mai largă; Douglas Allchin, istoric al științei, afirmă că atunci când istoria descoperirilor științifice este prezentată într-o formă simplistă, cu exagerări dramatice și romanțarea oamenilor de știință, asta creează stereotipuri privitoare la modul de lucru al științei, constituind de fapt pseudoistorie, în ciuda faptului că se bazează pe fapte reale.

## Caracteristici
Robert Todd Carroll a dezvoltat o listă de criterii pentru a identifica lucrările pseudoistorice. El afirmă că:
Pseudoistoria este pretinsa istorie care:
- Tratează miturile, legendele, saga și literatură similară drept adevăr literal
- Nu este nici critică și nici sceptică la modul la care citește istoricii antici, crezându-i pe cuvânt și ignorând dovezile empirice sau logice contrarii susținerilor anticilor
- Este o misiune de propovăduire, nu una de cercetare, cautând să susțină obiective prezente politice sau religioase mai degrabă decât să afle adevărul despre trecut
- Adesea neagă că ar exista adevăr istoric, susținând o poziție sceptică extremă conform căreia numai ceea ce este absolut sigur poate fi numit 'adevărat', iar nimic nu este absolut sigur, deci nimic nu este adevărat
- Susține adesea că istoria nu este altceva decât făurirea de mituri și că ipotezele istorice diferite nu se pot compara cu standardele academice tradiționale, cum ar fi acuratețea, probabilitatea empirică, relevanța, consistența logică, completitudinea, dreptatea, onestitatea, etc., ci doar cu temeiuri morale sau politice
- Este selectivă în folosirea documentelor antice, citând favorabil pe cele care se potrivesc obiectivelor ei și ignorând sau combătând documentele care nu corespund scopurilor ei
- Consideră posibilitatea că ceva ar fi adevărat drept rațiune suficientă pentru a crede că este în mod real adevărat, dacă se potrivește obiectivelor ei
- Adesea susține că există o conspirație pentru a suprima susținerile proprii datorată rasismului, ateismului sau etnocentrismului, sau datorită opoziției față de scopurile ei politice sau religioase

Nicholas Goodrick-Clarke preferă termenul de „criptoistorie”. El identifică două elemente necesare cum ar fi „completa ignorare a surselor primare” și repetarea „unor susțineri eronate sau extravagante”.
Alte caracteristici comune ale pseudoistoriei sunt:

- Asocierile arbitrare ale unor evenimente disparate pentru a forma, în opinia susținătorilor ei, un filon comun al evenimentelor. Aceasta este de obicei dezvoltat într-o teorie conspirativă care postulează o agenție secretă responsabilă pentru crearea și menținerea acestui filon comun. De exemplu lucrarea pseudoistorică The Holy Blood and the Holy Grail afirmă o legătură între Cavalerii Templieri, medievalele romane despre Graal, dinastia Merovingiană și artistul Nicolas Poussin într-o încercare de a identifica descendenții copiilor făcuți de Isus Hristos.
- A face ipoteze despre consecințele unor evenimente improbabile care „s-ar fi putut” întâmpla, asumând tacit prin asta că ele chiar s-au întâmplat.
- Senzaționalism sau epatare
- Alegerea doar a acelor dovezi care ajută argumentelor istorice făcute și suprimarea (ignorarea) dovezilor care le neagă.

## Categorii și exemple
Următoarele sunt categorii uzuale de teorii pseudoistorice, cu exemple. De observat că nu toate teoriile listate într-o categorie sunt în mod necesar pseudoistorice, ci mai degrabă sunt categorii care atrag pseudoistoricii.

### Extratereștri antici, tehnologii antice și ținuturi dispărute
Cărțile lui Immanuel Velikovsky Worlds in Collision (1950), Ages in Chaos (1952), și Earth in Upheaval (1955), care deveniseră „bestsellere imediate”, au dovedit că pseudoistoria bazată pe mitologie antică are un potențial nemaipomenit de succes financiar și a devenit un model pentru succesul lucrărilor viitoare pe această temă.
În 1968 Erich von Däniken a publicat Chariots of the Gods?, care afirmă că vizitatorii antici din spațiul extraterestru au construit piramidele și alte monumente. El a mai publicat alte cărți în care face afirmații similare. Aceste susțineri au fost categorisite drept pseudoistorie.:201 În mod similar, Zechariah Sitchin a publicat numeroase cărți care susțin că o rasă de ființe extraterestre de pe planeta Nibiru numită Anunnaki a vizitat Pământul în Antichitate pentru a extrage aur și a modificat genetic oamenii pentru a-i folosi drept sclavi. El afirmă că amintiri ale acestor evenimente sunt menționate în mitologia sumeriană, la fel cu alte mitologii de-a lungul și de-a latul lumii. Aceste speculații au fost la fel categorisite drept pseudoistorie.
Ipoteza astronauților antici a fost popularizată în SUA de către serialul History Channel Ancient Aliens. Profesorul universitar de istorie Ronald H. Fritze a observat că susținerile pseudoistorice promovate de von Däniken și de programul Ancient Aliens au avut o popularitate periodică în SUA: „Într-o cultură pop cu memorie scurtă și apetit vorace, extratereștrii, piramidele și civilizațiile pierdute sunt reciclate ca un fel de mode.”:201
Scriitorul Graham Hancock a vândut peste patru milioane de exemplare de cărți care promovează teza pseudoistorică conform căreia toate monumentele mari ale lumii antice, inclusiv Stonehenge, piramidele egiptene, și moai de pe Insula Paștelui, au fost clădite de o supercivilizație antică, care Hancock afirmă că s-a dezvoltat de 15000 la 10000 î.Hr. și poseda cunoștințe tehnologice și științifice care depășesc cele ale civilizației moderne. El a propus prima oară forma completă a acestui argument în bestsellerul din 1995 Fingerprints of the Gods, care a prins la public, dar a fost disprețuit de universitari. Christopher Knight a publicat numeroase cărți, printre care Uriel's Machine (2000), care susțin afirmații pseudoistorice că civilizațiile antice aveau o tehnologie mult mai dezvoltată decât tehnologia de azi.
Susținerea că un continent pierdut cunoscut drept Lemuria a existat în Oceanul Pacific a fost de asemenea categorisită drept pseudoistorie.:11 Fritze a explicat că relatările ocultiștilor (în special teosofi și antroposofi) despre Atlantida sunt pseudoistorie.

### Pseudoistorie antisemită

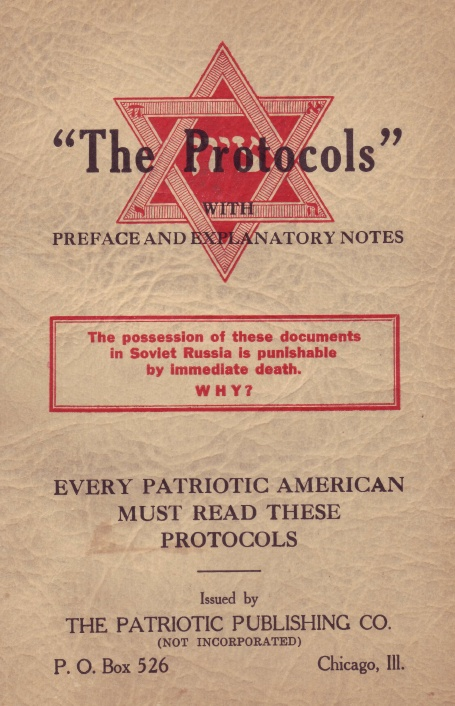
Ediția americană a Protocoalelor înțelepților Sionului din 1934

Protocoalele înțelepților Sionului este o lucrare frauduloasă care susține teza unei conspirații istorice evreiești de dominare a lumii. Lucrarea a fost definitiv dovedită un fals în august 1921, când The Times a dezvăluit că mari porțiuni din document fuseseră plagiate direct din dialogul satiric al lui Maurice Joly din 1864 Dialog în iad între Machiavelli și Montesquieu, plus din romanul antisemit al lui Hermann Goedsche din 1868 Biarritz.
Teoria khazară este o opinie academică marginală care postulează că majoritatea evreilor europeni provin din Asia Centrală, fiind de origine turcică. În ciuda consensului academic mainstream, această teorie a fost promovată de cercurile antisemite și antizioniste, care argumentează că evreii sunt un element străin atât în Europa cât și în Palestina.
Negarea Holocaustului și în general negarea genocidului sunt categorisite pe larg drept pseudoistorie.:237 Susținătorii importanți ai negării Holocaustului includ pe David Irving și alții, care argumentează că Holocaustul, Holodomorul, genocidul armean și alte genocide nu au avut loc sau au fost mult exagerate.

### Cronologii alternative
O cronologie alternativă este revizuirea unei secvențe de evenimente care deviază de la cronologia standard a istoriei lumii acceptată de universitarii mainstream. Un exemplu de „cronologie alternativă” este Noua cronologie a lui Anatoly Fomenko, care afirmă că istoria scrisă a început în jur de 1000 d.Hr. și toate evenimentele despre care se susține că au avut loc înainte de asta nu s-au întâmplat niciodată sau sunt pur și simplu relatări inexacte ale unor evenimente care s-au petrecut după asta. Un alt exemplu, mai puțin extrem, este Noua cronologie a lui David Rohl, care afirmă că datele acceptate pentru istoria Egiptului antic și a Israelului antic sunt greșite.

### Falsificarea istoriei

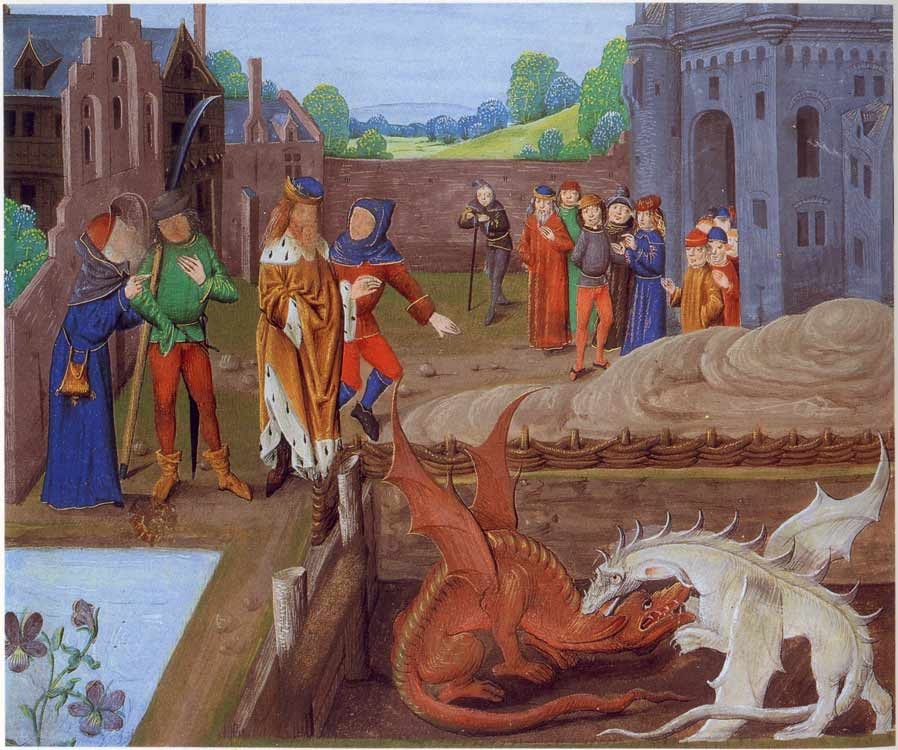
Istoria regilor Britaniei de Geoffrey of Monmouth, o scenă din lucrare fiind prezentată aici, a fost o lucrare populară de pseudoistorie din Evul Mediu.

În secolul al optulea un document falsificat denumit Donația lui Constantin, care susținea transferul autorității asupra Romei și a părții vestice a Imperiului Roman către Papă, a fost larg circulat. În secolul ai doisprezecelea, Geoffrey de Monmouth a publicat Istoria regilor Britaniei, o lucrare pseudoistorică susținând că descrie istoria antică și originile poporului britanic. Cartea face o sinteză tradițiilor mitice celtice pentru a exagera faptele miticului Rege Artur. Istoricul contemporan lui, William de Newburgh, a scris în jur de 1190 că „este foarte clar că tot ce acest om a scris despre Artur și urmașii lui, sau chiar despre predecesorii pornind de la Vortigern încoace a fost scornit, parte de el însuși și parte de alții”.

### Revizionism istoric
Cine a scris operele lui Shakespeare este o teorie marginală care afirmă că lucrările atribuite lui William Shakespeare au fost scrise de altcineva decât William Shakespeare din Stratford-upon-Avon. O teorie marginală similară, revizionistă, este teoria Hristosului mitic, care afirmă că Isus din Nazaret nu a existat drept persoană istorică reală și că existența lui a fost inventată de creștinii primari. Acest argument nu are aproape deloc susținere din partea universitarilor și istoricilor de orice credință religioasă și a fost descris drept pseudoistorie.
Revizioniștii confederați („revizioniștii războiului civil american”), Lost Cause of the Confederacy, și Neo-Confederații argumentează că motivația primară a Statelor Confederate ale Americii a fost menținerea drepturilor statale și a guvernului limitat, mai degrabă decât păstrarea și amplificarea sclaviei.

### Revizionism etnocentric
Cele mai multe idei afrocentrice (de exemplu, teoriile contactului precolumbian Africa-America, vezi Controversa asupra rasei egiptene) au fost identificate drept pseudoistorice, la fel cu teorii despre „arienii indigeni” publicate de naționaliștii hinduși între anii 1990 și anii 2000. „Criptoistoria” dezvoltată de misticii germani și ocultismul nazist a fost de asemenea plasată în această categorie. Printre liderii naziști, se crede despre Heinrich Himmler că a fost influențat de ocultism și conform unei teorii a dezvoltat baza SS de la Wewelsburg conform unui plan esoteric.
Teoria limbajului solar este o ideologie pseudoistorică afirmând că toate limbile au descins dintr-o formă de proto-turcă. Teoria s-ar putea să fi fost scornită în mod parțial pentru a legitima împrumuturile arabe și semite din limba turcă prin a afirma că aceste împrumuturi au derivat din limba turcă mai degrabă decât invers.
Un mare număr de lucrări naționaliste pseudoistorice tratează tema celor zece triburi pierdute ale Israelului antic. Israelismul britanic, cunoscut și ca Anglo-Israelism, este cel mai celebru exemplu de acest fel și a fost definitiv respins de istoricii mainstream folosind dovezi dintr-o vastă împletire de domenii academice.
Altă formă de revizionsim etnocentric este pseudoistoria naționalistă. „Teoriile continuității Macedoniei antice” este un exemplu de astfel de teorii pseudoistorice, care postulează o continuitate demografică, culturală și lingvistică între macedonenii din Antichitate și grupul etnic de azi din Macedonia de Nord.

### Pseudoistorie rasistă
Josiah Priest și alți scriitori americani din secolul al nouăsprezecelea au scris narațiuni pseudostorice care zugrăveau populația de culoare și amerindienii într-o lumină extrem de negativă. Prima carte a lui Priest a fost The Wonders of Nature and Providence, Displayed. (1826). Cartea este privită de criticii moderni drept una dintre primele lucrări de pseudoistorie americană modernă. Priest îi ataca pe amerindieni în American Antiquities and Discoveries of the West (1833) și pe cei de culoare în Slavery, As It Relates to the Negro (1843). Alți scriitori din secolul al nouăsprezecelea, cum ar fi Thomas Gold Appleton, cu a sa A Sheaf of Papers (1875), și George Perkins Marsh, în a sa The Goths in New England, au captat idei false de istorie a vikingilor pentru a promova superioritatea rasei albe (și de asemenea pentru a se opune Bisericii Catolice). Astfel de măsluire a istoriei vikingilor și de leitmotive au reapărut în secolul douăzeci la unele grupuri care promovează supermația albă.

### Teoriile contactului transoceanic precolumbian
Cele mai mutle teorii de contact transoceanic precolumbian, cu excepția colonizării Americilor de scandinavi și a altor cercetări respectabile, au fost categorisite drept pseudoistorie, inclusiv susțineri că Americile ar fi fost descoperite de arabi sau de către musulmani. Cartea lui Gavin Menzies 1421: The Year China Discovered the World, care argumentează în favoarea ideii că marinarii chinezi au descoperit America a fost de asemenea categorisită drept lucrare de pseudoistorie.:11

### Psihoistorie
Psihoistoria este un amalgam de psihologie, istorie și științe sociale asociate. Ea examinează „de ce-ul” istoriei, în special diferența dintre intenții afirmate și comportamentul real. Ea lucrează la combinarea viziunilor psihologiei, în special psihanaliză, cu metodologia științelor sociale și disciplinelor umaniste pentru a înțelege originile emoționale ale comportamentului indivizilor, grupurilor și națiunilor, trecute și prezente.
Istoricii mainstream au categorisit-o drept pseudoistorie.

### Pseudoistorie religioasă
The Holy Blood and the Holy Grail (1982) de Michael Baigent, Richard Leigh și Henry Lincoln este o carte care susține că dovedește că unele persoane istorice, cum ar fi Godfrey de Bouillon și aristocrați contemporani lui sunt descendenții lui Isus. Istoricii mainstream au criticat pe larg cartea, categorisind-o drept pseudoistorie, și arătând că tabelele genealogice folosite au reieșit actualmente drept falsuri. Totuși, cartea a fost un bestseller internațional și a inspirat thrillerul de mistere al lui Dan Brown The Da Vinci Code.:2–3
Deși istoricii și arheologii consideră Cartea lui Mormon ca fiind o scorneală anacronică a lui Joseph Smith, mulți membri ai Bisericii lui Isus Hristos a Sfinților din Zilele cred că ea descrie evenimente istorice antice din Americi.
Alt exemplu de pseudoistorie religioasă este teza din scrierile lui David Barton și ale altora, care afirmă că Statele Unite ale Americii au fost fondate drept națiune exclusiv creștină. Istoricii mainstream susțin poziția tradițională care afirmă că Părinții Fondatori ai SUA au decis ca biserica și statul să fie ținute separate.
Căutarea Arcei lui Noe a fost de asemenea categorisită drept pseudoistorie.
În cărțile ei, începând cu The Witch-Cult in Western Europe (1921), scriitoarea engleză Margaret Murray susținea că procesele contra vrăjitoarelor de la începutul perioadei moderne au fost de fapt încercarea unor creștini șovini de a anihila o religie păgână secretă, care, afirma ea, adora un zeu cu coarne. Susținerile lui Murray au fost respinse pe larg de istoricii respectabili. Totuși, ideile ei au devenit mitul fundațional al Wicca moderne, o religie contemporană neopăgână. Credința în cultul postulat de Murray ca fiind vrăjitorie este încă des întâlnită printre Wiccani, dar scade treptat.

#### Hinduism
Credința că India antică era avansată tehnologic până la a fi o putere nucleară devine din ce în ce mai populară în India. Tendințe emergente de naționalism extrem și ideologii bazate pe hinduism din arena politică promovează astfel de discuții. Vasudev Devnani, ministrul educației pentru statul vestic Rajasthan, a afirmat în ianuarie 2017 că este important „să înțelegem semnificația științifică” a vacii ca fiind singurul animal din lume care atât inhalează cât și expiră oxigen. În 2014, primul ministru Narendra Modi a declarat unei adunări de medici și personal medical de la un spital din Mumbai că povestea zeului hindus Ganesha dovedește chirurgia cosmetică existentă în India antică. Mulți pseudoistorici New Age care se ocupă de convertirea poveștilor mitologice în istorie au priză la public. Congresul de științe indian din 2015 a înregistrat un eveniment în care Capt. Anand J. Bodas, șeful ieșit la pensie al unei unități de antrenament pentru piloți, afirma că vehicule aeriene mult mai avansate decât cele de azi existau în India antică.

## Ca temă de studiu

### Studii de licență
Pseudoistoria este un curs la facultățile de arte liberale, de exemplu Claremont McKenna College.